# Estación de Niebla-Puerta del Buey
Niebla-Puerta del Buey, también denominada simplemente como Niebla, es un apeadero ferroviario situado en el municipio español de Niebla, en la provincia de Huelva. Cuenta con servicios de media distancia operados por Renfe. Toma su nombre de una de las puertas de la muralla urbana.

## Situación ferroviaria
Las instalaciones forman parte de la línea férrea de ancho ibérico Sevilla-Huelva, estando situadas en el punto kilométrico 80,6. El trazado es de vía única y está electrificado.

## Servicios ferroviarios

### Media Distancia
Los trenes de media distancia que cubren el trayecto Sevilla-Huelva tienen parada en la estación. 
| Línea MD | Trenes | Origen/Destino |  | Destino/Origen |
| -------- | ------ | -------------- |  | -------------- |
| 72       | MD     | Sevilla        |  | Huelva         |